# 石象镇
石象镇，是中华人民共和国河南省许昌市长葛市下辖的一个乡镇级行政单位。位于长葛市东南部，距市区20千米。开（封）许（昌）公路纵贯镇境。境内有省级文物保护单位—苗庄遗址。

## 历史
1956年设石象中心乡，1958年改公社，1959年并入董村公社，1966年复名石象公社，1984年改乡，2014年撤乡建镇。面积57.9平方千米，2015年人口5.1万。

## 行政区划
石象镇下辖以下地区：
石西村、斧头村、老官赵村、田庄村、车庄村、楼陈村、坡李王村、明朗寺村、刘沙沃村、李沙沃村、王沙沃村、石东村、常庄村、左场村、双树王村、五里营村、桂庄村、杜庄村、周庄村、冢王村、连庄铺村、胡庄村、苗庄村、丁锁村、蔡寨村、古佛寺村、营坊村、尚官曹村、坡杨村和坡徐村。